# Jacques du Broeucq

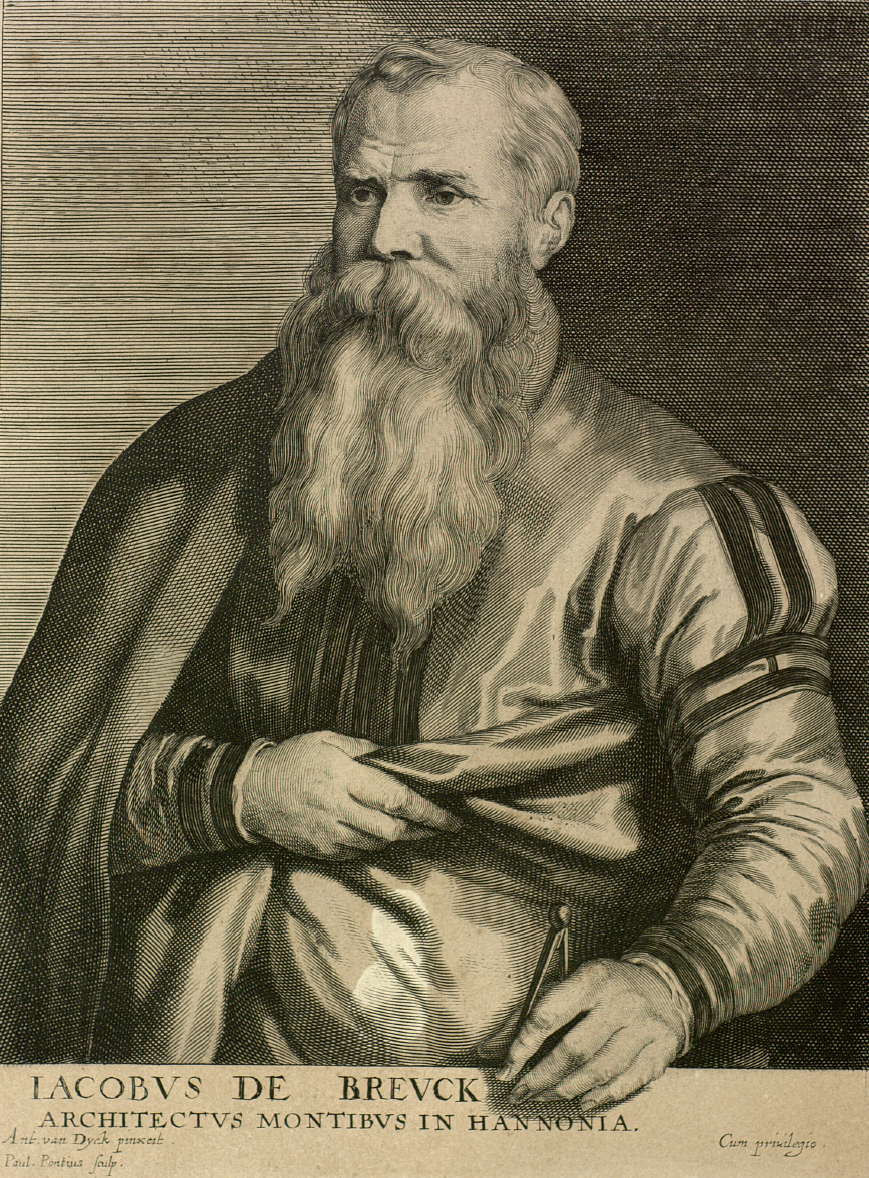
Jacques du Broeucq, Kupferstich von Paulus Pontius nach Anthonis van Dyck

Jacques du Broeucq, auch Dubroeucq oder du Brœucq (* 1505 in Mons; † 30. September 1584 ebenda) war ein flämischer Architekt und Bildhauer des Romanismus.
Von Jacques du Broeucqs architektonischen Werken ist keines mehr erhalten, seine Werke als Bildhauer sind jedoch noch in einigen belgischen Kirchen erhalten. In der Waltrudiskirche, welche von 1460 bis 1584 erbaut wurde, befindet sich ein Flachrelief der Schöpfung und des Leidens Christi sowie Statuen des Glaubens und der Stärke. Diese Statuen zeigen den Einfluss der italienischen Künstler Lorenzo Ghiberti und Sansovino, deren Kunst Jacques du Broeucq während seiner Italienreise kennenlernte.
Von 1545 bis 1549 schuf er einen Renaissance-Lettner, welcher 1797 zerstört wurde. Es bestehen jedoch einige enthaltene Elemente wie eine Bartholomäusstatue und ein Auferstehungsrelief, welche heutzutage in der Waltrudiskirche in Mons untergebracht sind.

## Werke (Auswahl)

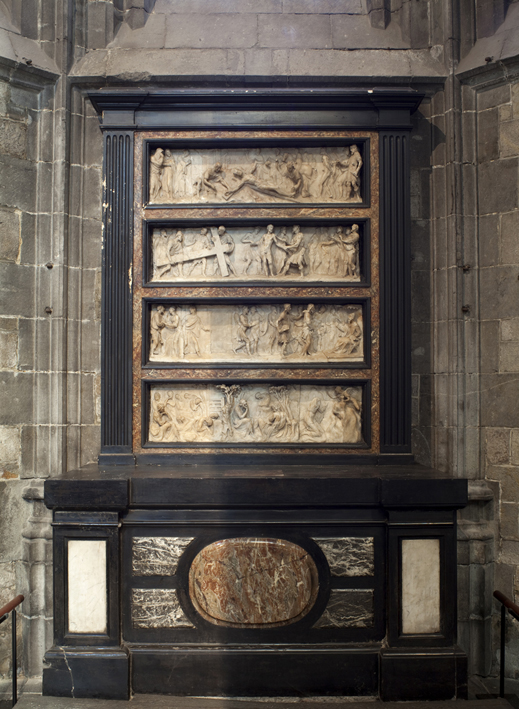
Flachrelief des Leidens Christi
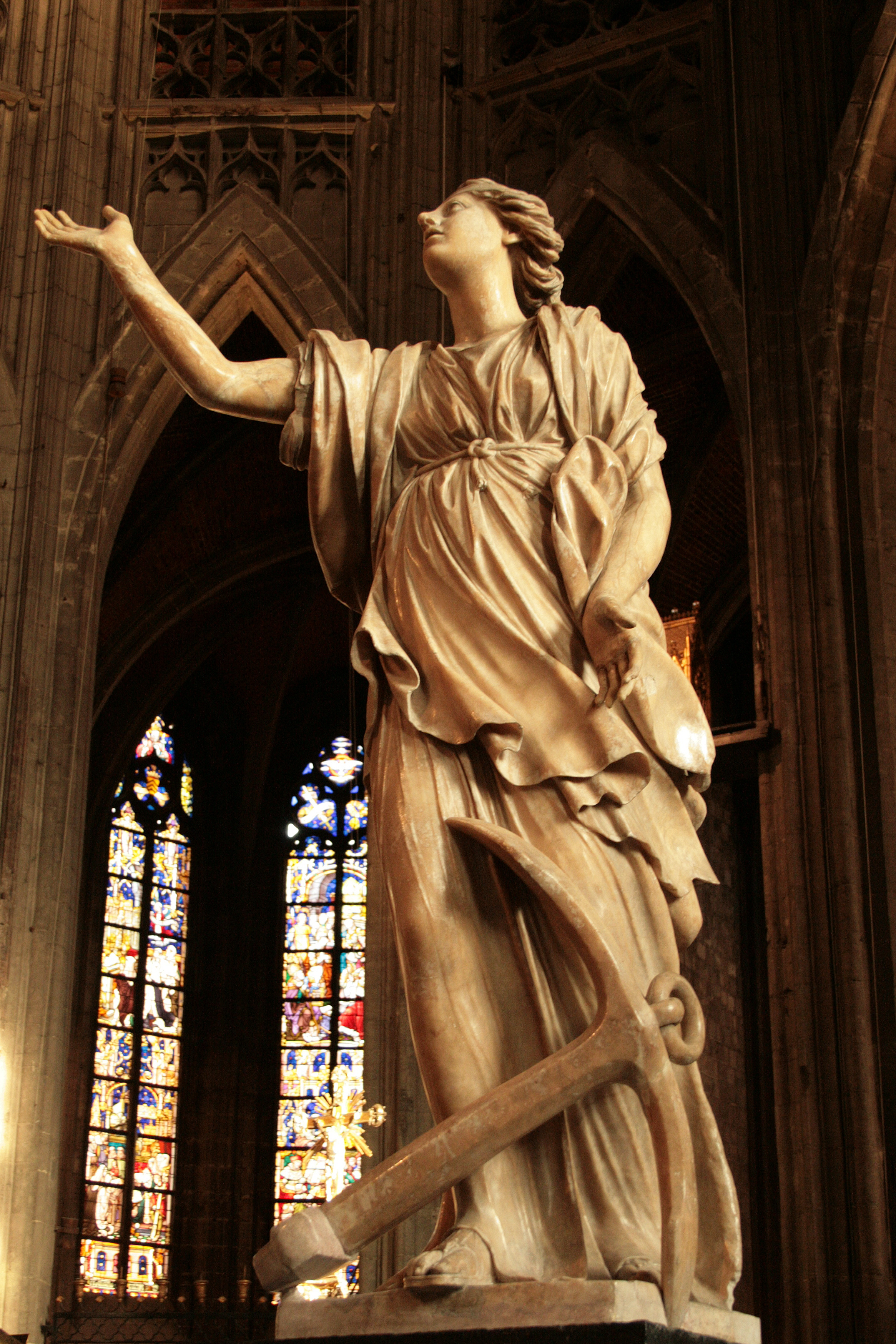
Statue der Hoffnung
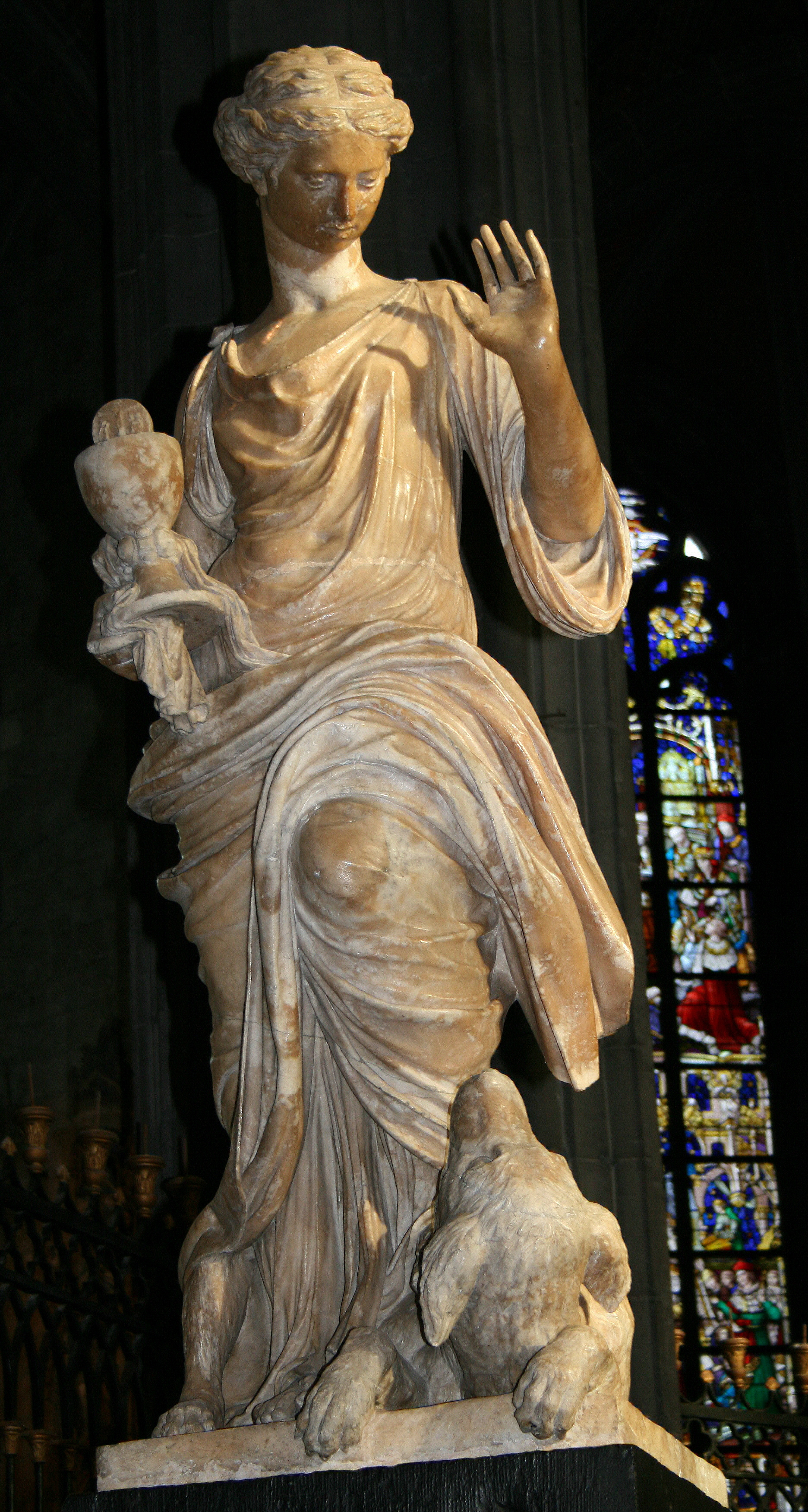
Statue des Glaubens
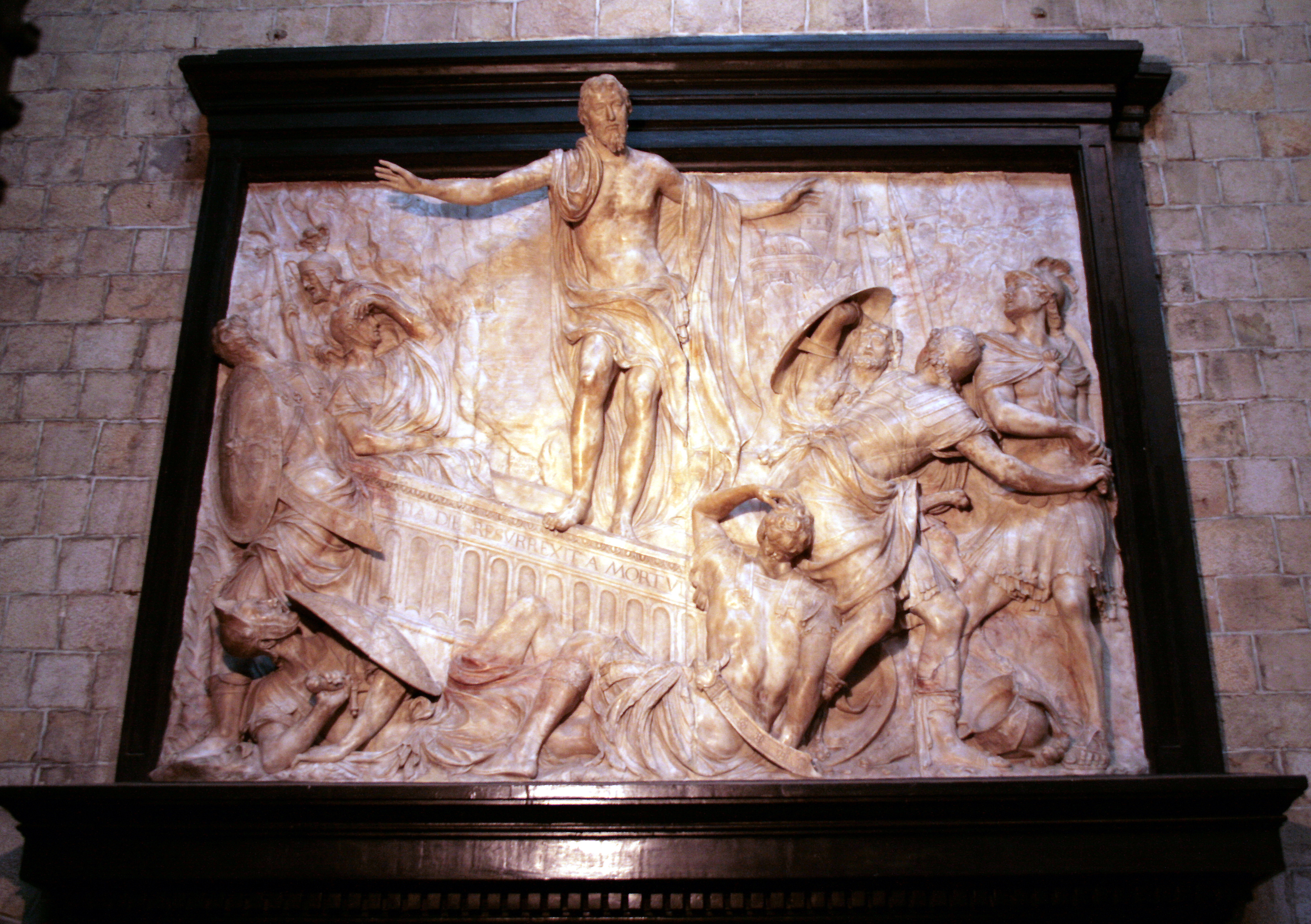
Auferstehungsrelief
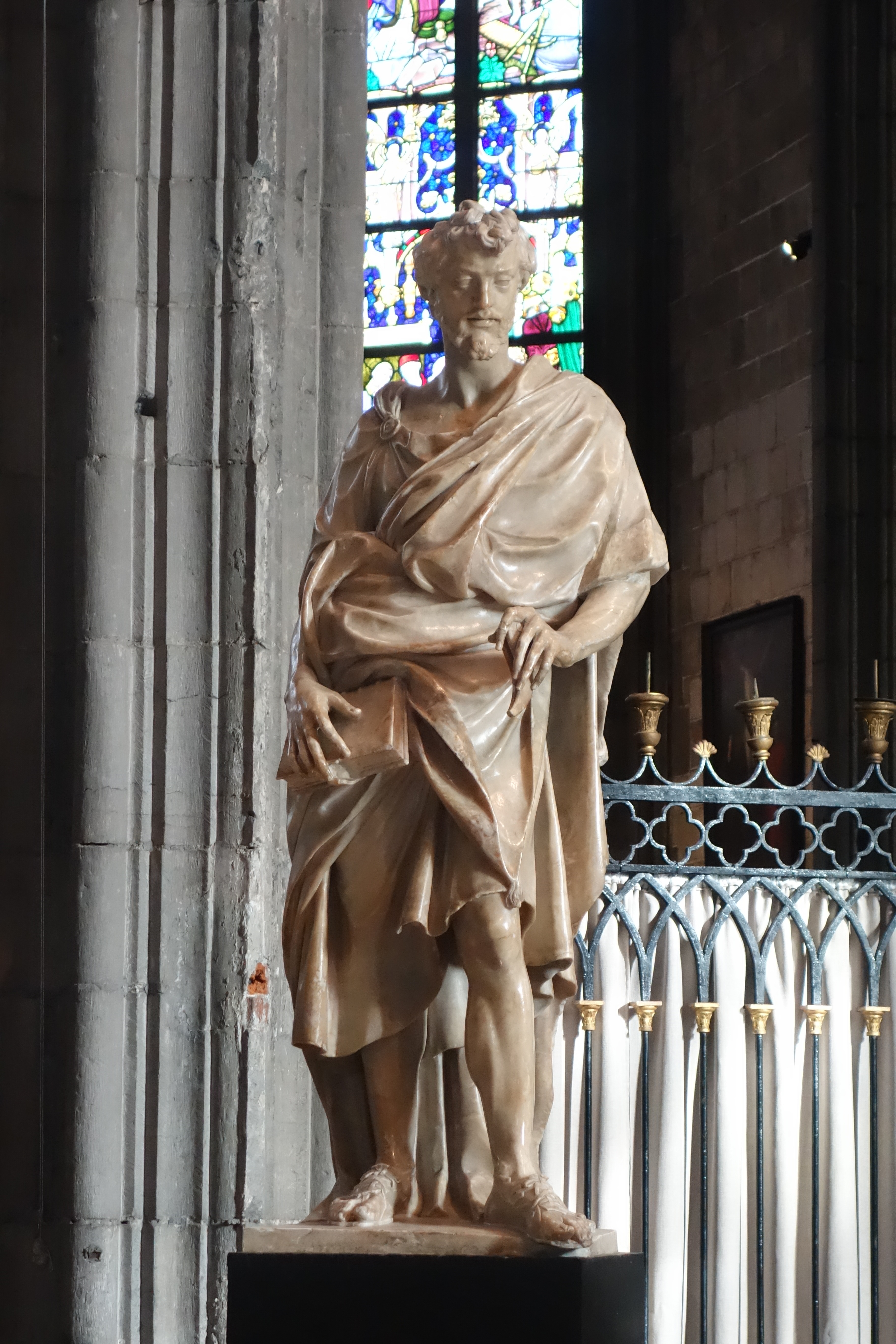
Bartholomäusstatue
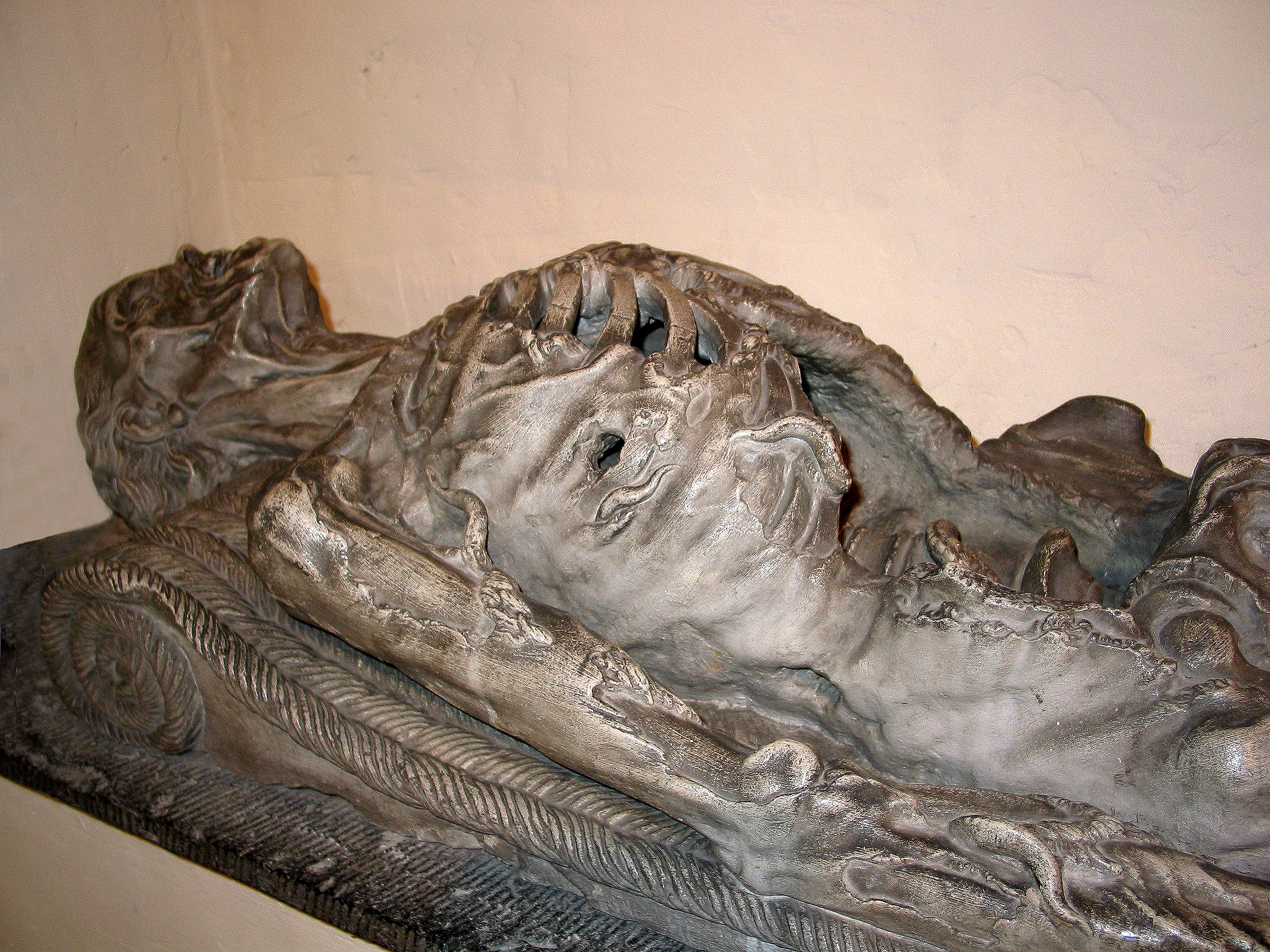
Transi des Herren von Boussu